# Art Shell

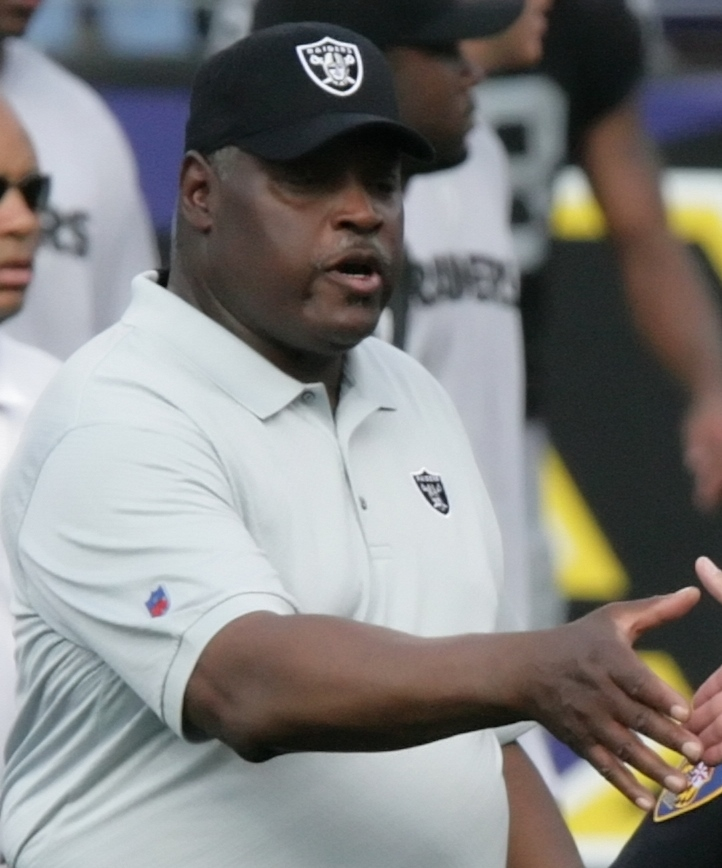
Imagem do jogador de futebol americano estadunidense Art Shell

Art Shell é um ex-jogador profissional de futebol americano estadunidense.

## Carreira
Art Shell foi campeão da temporada de 1980 da National Football League jogando pelo Oakland Raiders.